# ヘリンボーン (模様)

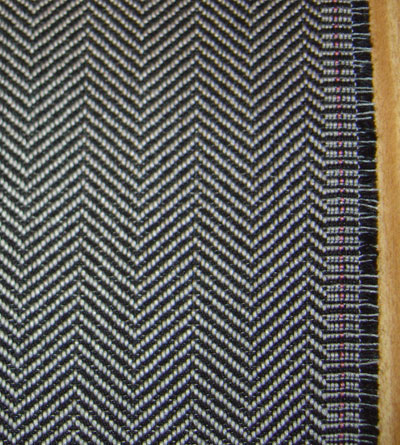
布生地

ヘリンボーン（英: herringbone）は、模様の一種。開きにした魚の骨に似る形状からニシン (herring) の骨 (bone) という意味をもつ。gを黙字にせずヘリングボーンということもある。形状は、V字形や長方形を縦横に連続して組合せられている。

## 概要
織物（綾織り）の分類においては、日本では、杉の葉に見立てて杉綾・綾杉とも呼ばれる。また、紙類にも同様のものがある。
建築関係における、タイル貼り（平面充填）などのデザインにも用いられ、矢筈模様という呼び名もある。
靴底のパターンの一つとして「ヘリンボーンソール」がある。
三つ編みとは一味違うもので「ヘリンボーン編み」（英: Herringbone Braid）と呼ばれる、髪（編み方）がある。

## ギャラリー

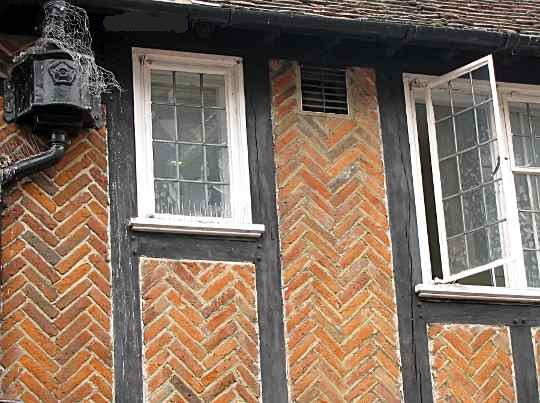
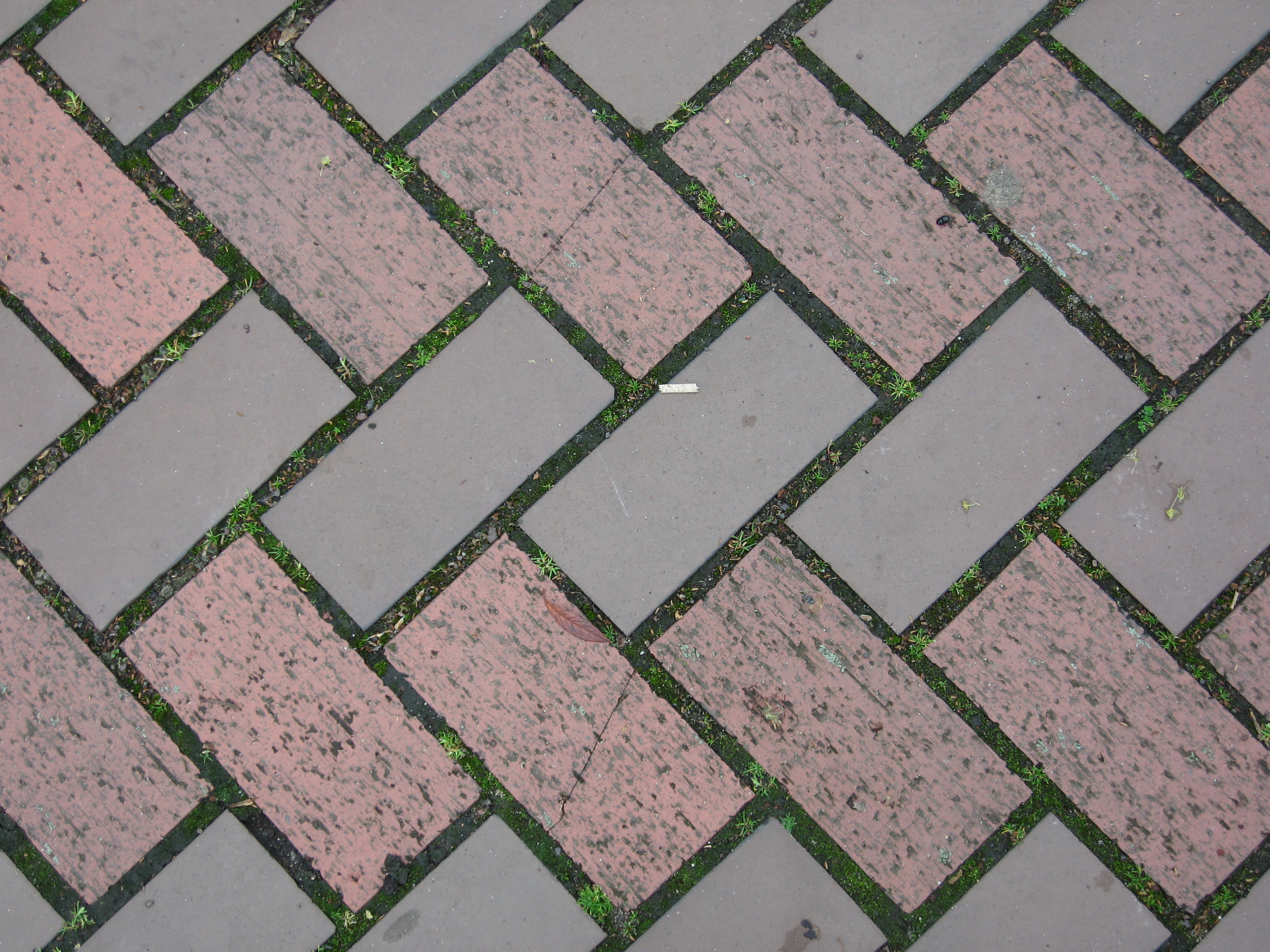
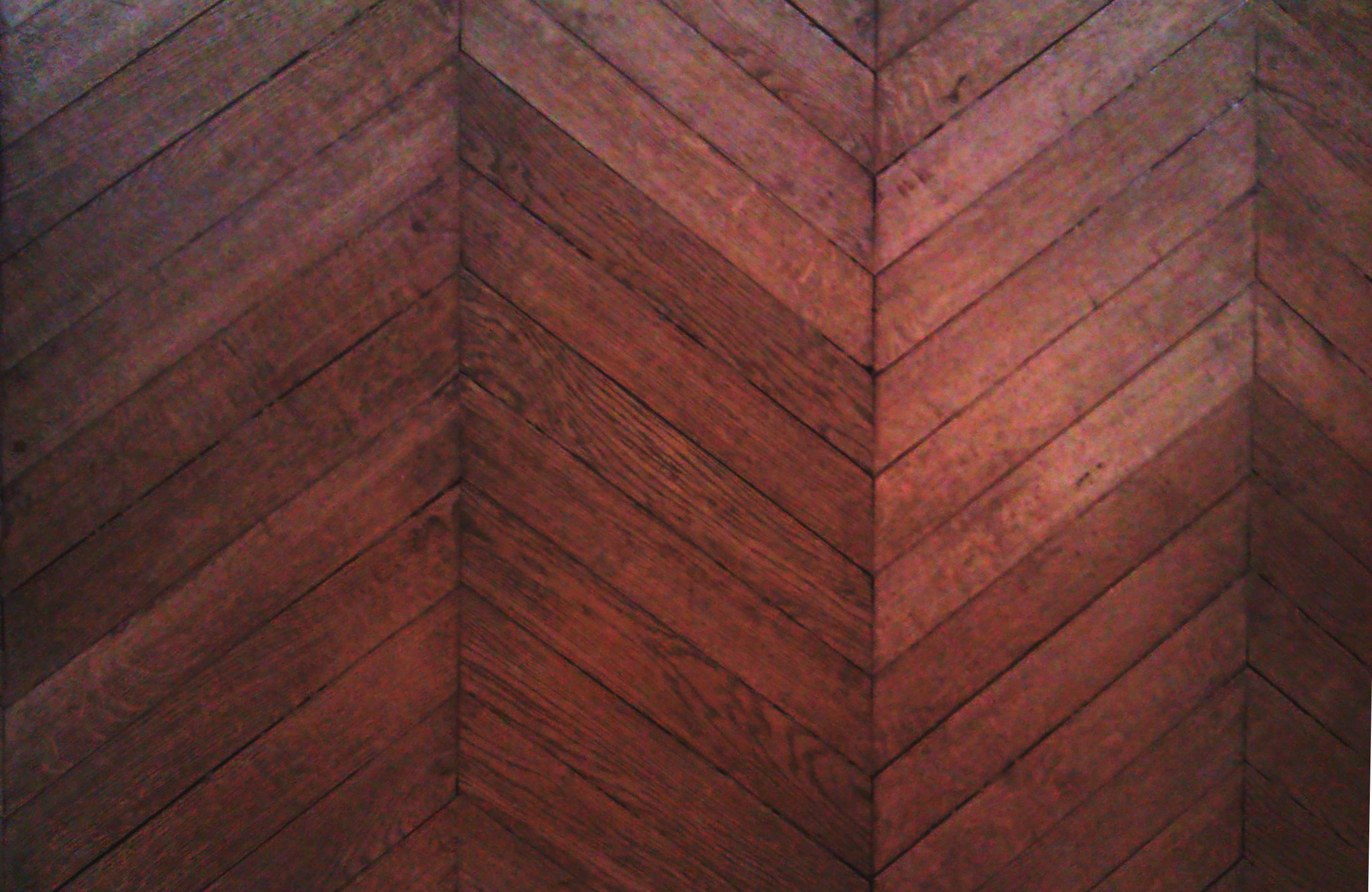
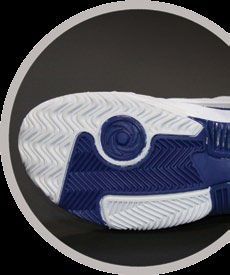
太さが異なるヘリンボーンソールを配置
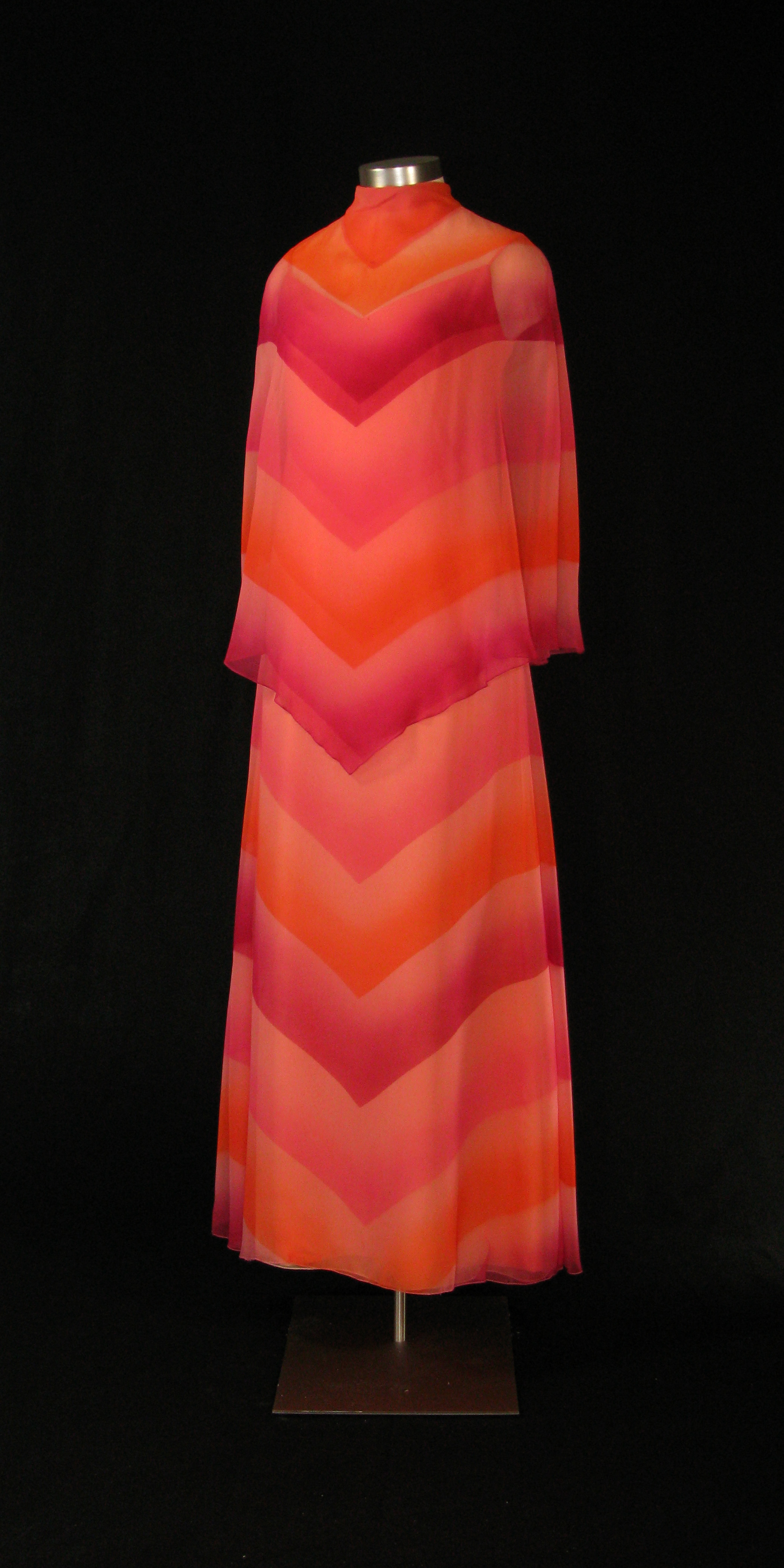
ドレス

## 参考資料
- Grünbaum, Branko; Shephard, G. C. (1987). Tilings and Patterns. W. H. Freeman and Company. ISBN 0-7167-1193-1（Page 476, Tilings by polygons, #19 of 56 polygonal isohedral types by quadrangles）
- www.britannica.com